# 0324
0324 è il prefisso telefonico del distretto di Domodossola, appartenente al compartimento di Milano.

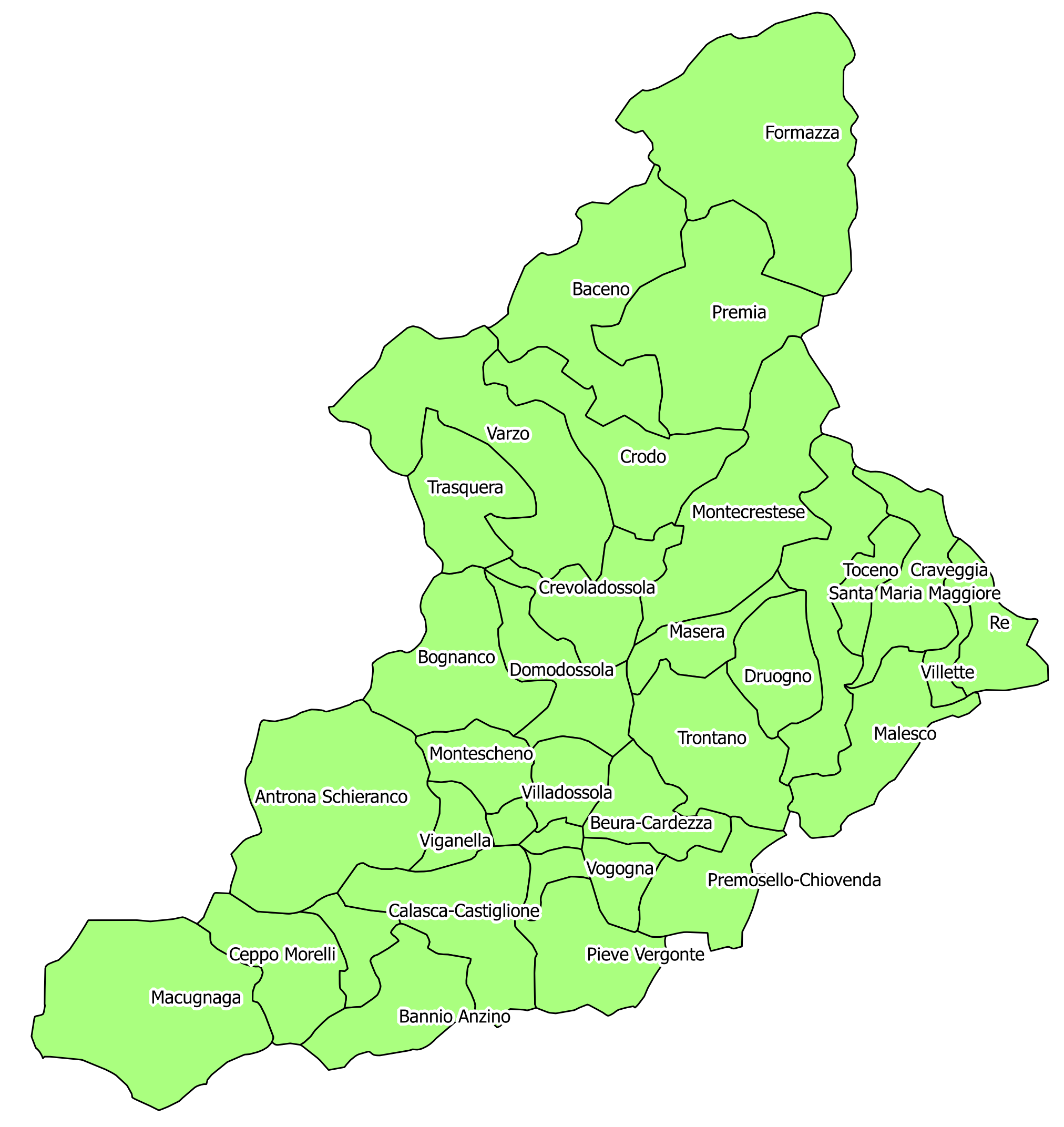
Distretto telefonico di Domodossola

 Il distretto comprende la parte settentrionale della provincia del Verbano-Cusio-Ossola. Confina con la Svizzera a ovest e a nord e con i distretti di Baveno (0323) a sud-est e di Borgosesia (0163) a sud-ovest.

## Aree locali e comuni
Il distretto di Domodossola comprende 34 comuni compresi in 1 area locale, nata dall'aggregazione dei 7 preesistenti settori di Crodo, Domodossola, Formazza, Macugnaga, Piedimulera, Santa Maria Maggiore e Varzo: Antrona Schieranco, Baceno, Bannio Anzino, Beura-Cardezza, Bognanco, Borgomezzavalle, Calasca-Castiglione, Ceppo Morelli, Craveggia, Crevoladossola, Crodo, Domodossola, Druogno, Formazza, Macugnaga, Malesco, Masera, Montecrestese, Montescheno, Pallanzeno, Piedimulera, Pieve Vergonte, Premia, Premosello-Chiovenda, Re, Santa Maria Maggiore, Toceno, Trasquera, Trontano, Vanzone con San Carlo, Varzo, Villadossola, Villette e Vogogna.